# 동해 신재공 심동로 신도비
동해 신재공 심동로 신도비(東海 信齋公 沈東老 神道碑)는 대한민국 강원특별자치도 동해시 발한동에 있는 신도비이다. 2009년 5월 22일 강원특별자치도의 문화재자료 제149호로 지정되었다.

## 개요
이 비는 고려말 문신인 信齋公 沈漢의 神道碑이다. 심한이 1361년(공민왕10)에 벼슬을 버리고 삼척으로 낙향하자 공민왕이 '노인이 동쪽으로 돌아간다'는 뜻으로 "東老"라는 이름을 내렸으며, 후에 眞珠君에 봉하여졌다.
비는 동해시 발한동 시가지 도로변에 접하여, 도로를 제외한 주위가 민가에 둘러싼 비각 안에 위치하고 있다. 비석의 전면에는 '高麗禮儀判書號信齋沈公神道碑銘'이라는 篆이 있고, 전면에는 신재공의 선조와 공의 내력, 후면에는 기문과 후손의 이름을 기록하였으나 측면에는 내용이 없다. 비문은 사헌부대사헌 겸 경연관원자우유선인 李城輔가 撰하고, 글씨는 前 승정원좌승지 겸 경연참찬관지제교인 李錫祐가 썼으며, 영춘현감인 兪漢之가 篆을 썼다.
비는 장방형의 壟臺와 加檐石을 갖추고 있는데, 농대와 가첨석은 화강암이며 농대의 하부는 시멘트로 채워진 바닥에 묻혀 있어 현재는 상면만 볼 수 있다. 가첨석은 팔작지붕 형태로 간단하게 모양만을 내고 있다.
크기는 비신이 높이 248cm, 너비 98cm, 두께 15cm이고, 가첨석은 높이 35cm, 최대 너비 125cm이며, 농대는 현재 보이는 높이 19cm, 너비 145cm, 두께 58cm이다.
비를 보호하고 있는 비각은 정면 1칸, 측면 1칸의 맞배지붕형식으로, 4기둥은 다듬은 원형 주초석 위에 놓여 있다. 비각의 전면은 출입용도의 쪽문을 두고 2단으로 살대를 만들었으며, 나머지 3면은 하단은 벽채를 만들고 상단만 살대를 설치하였다.

## 참고 문헌
- 동해 신재공 심동로 신도비 - 국가유산청 국가유산포털